# Argiope cameloides
Argiope cameloides là một loài nhện trong họ Araneidae.
Loài này thuộc chi Argiope. Argiope cameloides được miêu tả năm 1994 bởi Zhu & Da-xiang Song.